# Seznam nosilcev spominskega znaka Sinja Gorica 1991
Seznam nosilcev spominskega znaka Sinja Gorica 1991.

## Seznam
- 16. oktober 2006[1]: Željko Acalinović, Bojan Arhar, Marjan Bizjak, Milan Bizjak, Andrej Borjančič, Damijan Debenec, Benjamin Gostiša, Gorazd Grbac, Anton Hladnik, Tomaž Hrovatin, Tomaž Jelovšek, Aleš Jerina, Nikola Kalizan, Viktor Košir, Leon Kržič, Bojan Lavrinc, Miran Lavrinc, Jožef Molk, Bogomir Pelko, Marijan Perme, Borislav Skubic, Milan Stražišar, Stanko Svete, Janko Šestan, Lojze Šinko, Franc Tomšič, Igor Trček, Miran Vavtar, Miha Marko Vodišek, Boris Voljč, Mirko Vrbinc, Boštjan Vrhovec, Ervin Kalauzović (posmrtno)

- 11. oktober 2008[2]: Jordan Kogoj, Peter Kogovšek